# Бельзацкий, Юрий Давидович
Юрий Давидович Бельзацкий (18 (31) декабря 1909, Варшава — 31 августа 1963, Минск) — польский и советский белорусский композитор, главный дирижёр Театра музыкальной комедии, художественный руководитель эстрадного оркестра Белорусского радио и телевидения.

## Биография
Родился в Варшаве в еврейской семье.
В 1929 году окончил варшавское Высшее музыкальное училище им. Шопена по классу фортепьяно, позже в 1934 году — варшавскую консерваторию по классу композиции и дирижирования.
В 1934—1939 годах работал дирижёром киностудии в Варшаве, затем театра оперетты, симфонического оркестра.
С 1939 года поселился в Минске (БССР). Работал в ансамбле Эдди Рознера. Затем — дирижёром Белорусского Государственного эстрадного оркестра, с 1947 года — главный дирижёр Театра музыкальной комедии (ныне Белорусский государственный академический музыкальный театр), концертмейстер Белорусского театра оперы и балета, концертмейстер Белорусской государственной эстрады, дирижёр киностудии «Беларусьфильм», художественный руководитель эстрадного оркестра Белорусского радио и телевидения.
Умер в 1963 и похоронен на Восточном кладбище в Минске.

Могила Бельзацкого на Восточном кладбище Минска.

## Музыка кино
- 1952 — Павлинка (совм. с Е. Тикоцким) — телеспектакль
- 1955 — Зелёные огни
- 1956 — Миколка-паровоз (совм. с В. Оловниковым)
- 1959 — Любовью надо дорожить (совм. с Ю. Семеняко)
- 1959 — Девочка ищет отца (совм. с В. Оловниковым)
- 1960 — Впереди — крутой поворот
- 1962 — Улица младшего сына (совм. с В. Оловниковым)

## Музыкальные произведения
- «Долина счастья» — музыкальная комедия (1957);
- «Маей Радзіме» — для солистов, хора и оркестра (сл. Я. Журбы, 1963);
- сюита для оркестра на темы польских народных танцев (1956),
- Вальс;
- концерт для скрипки с оркестром (1955);
- сюита для эстрадного оркестра;
- военная фантазия;
- фантазия на темы музыкальной комедии «Долина счастья»;
- увертюра на белорусские темы для духового оркестра;
- концертный марш ;
- концерт для цимбал и белорусского народного оркестра;
- сюита для струнного квартета (1953);
- белорусская рапсодия для фортепьяно (1951);
- хоры и песни;
- музыка к спектаклям и др.

Внучка композитора — известная белорусская журналистка Ирина Халип.